# جايسون غولدمان
جايسون غولدمان (بالإنجليزية: Jason Goldman)‏ هو معلم موسيقى أمريكي، ولد في 5 سبتمبر 1975 في ستامفورد في الولايات المتحدة.